# Fushan (köpinghuvudort i Kina, Shandong Sheng)
Fushan (kinesiska: 阜山, 阜山镇) är en köpinghuvudort i Kina. Den ligger i provinsen Shandong, i den östra delen av landet, omkring 330 kilometer öster om provinshuvudstaden Jinan. Antalet invånare är 49 749. Befolkningen består av 22 959 kvinnor och 26 790 män. Barn under 15 år utgör 11,0 %, vuxna 15-64 år 75 %, och äldre över 65 år 12,0 %.
Runt Fushan är det tätbefolkat, med 319 invånare per kvadratkilometer. Närmaste större samhälle är Luofeng, 13,5 km väster om Fushan. Trakten runt Fushan består till största delen av jordbruksmark.
Genomsnittlig årsnederbörd är 747 millimeter. Den regnigaste månaden är juli, med i genomsnitt 283 mm nederbörd, och den torraste är januari, med 11 mm nederbörd.